# Lange Gasse 8 (Nördlingen)

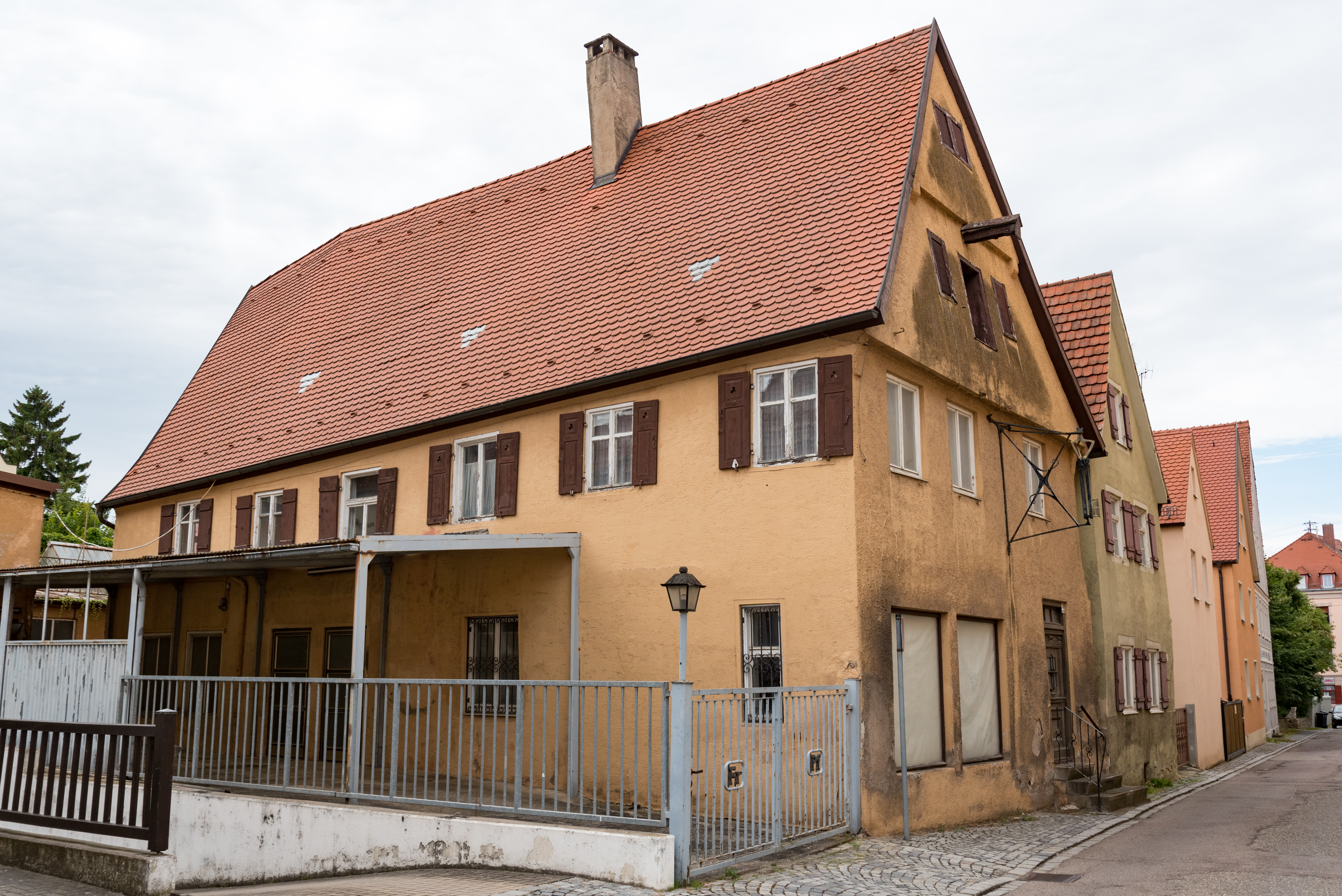
Fachwerkhaus Lange Gasse 8 in Nördlingen (2016)

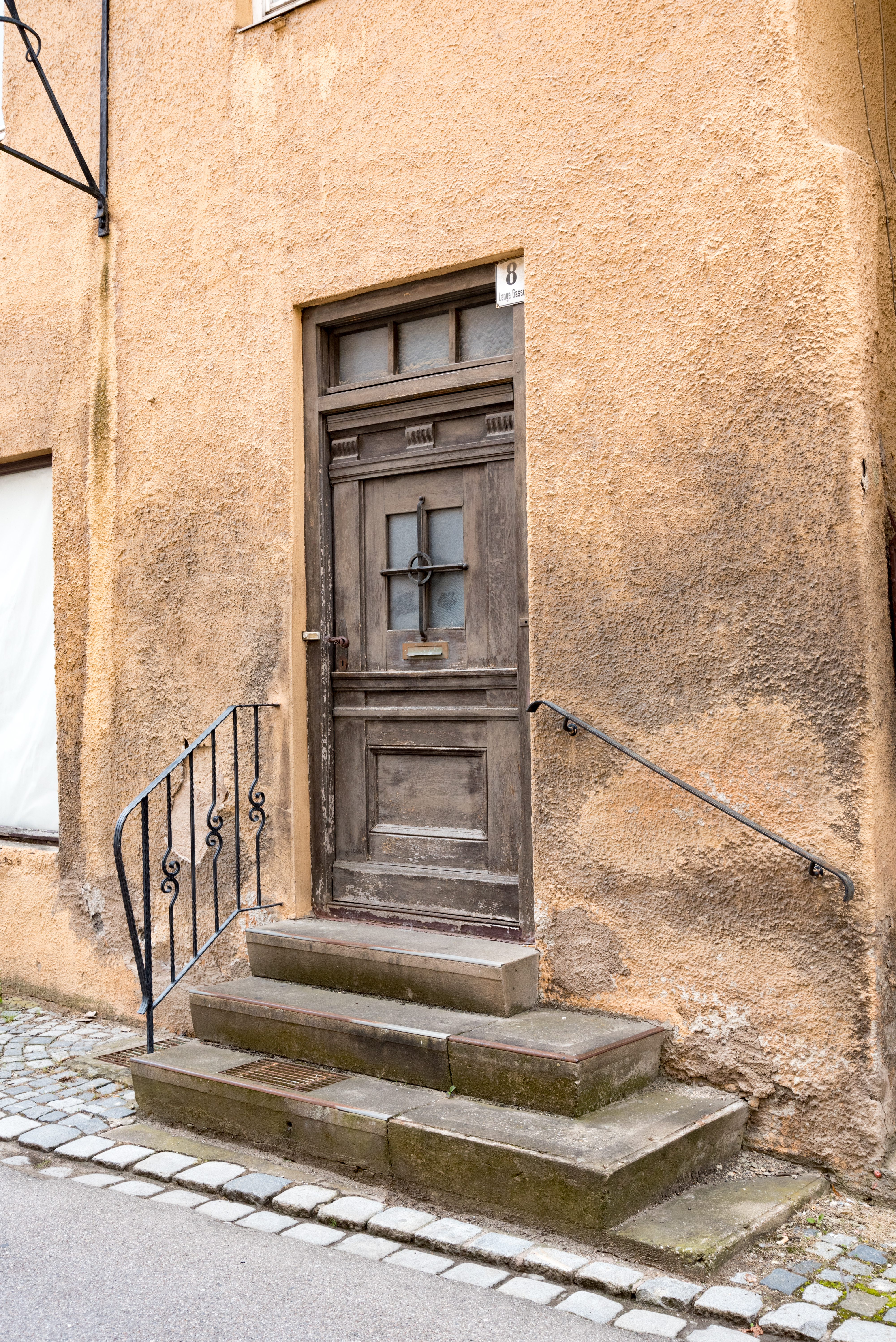
Hauseingang

Das Gebäude Lange Gasse 8 in Nördlingen, einer Stadt im schwäbischen Landkreis Donau-Ries in Bayern, wurde im Kern im letzten Viertel des 15. Jahrhunderts errichtet. Das Fachwerkhaus ist ein geschütztes Baudenkmal.
Der zweigeschossige traufständige Fachwerkständerbau ist verputzt und der Giebel ist zweifach vorkragend. Die Datierung erfolgte anhand den Merkmalen des Dachgerüstes mit liegendem Stuhl und verblatteten Holzverbindungen.
Das Gebäude wurde lange Zeit als Schlosserei genutzt. Das Nasenschild und der Kranausleger sind noch vorhanden. 